# Dašnica (okręg rasiński)
Dašnica (cyr. Дашница) – wieś w Serbii, w okręgu rasińskim, w gminie Aleksandrovac. W 2011 roku liczyła 621 mieszkańców.